# Campeonato Nacional de Futebol Feminino 2017–18
O Campeonato Nacional de Futebol Feminino de 2017–18, também conhecido como Liga de Futebol Feminino Allianz por motivos de patrocínio, foi a 33ª edição da liga de futebol feminino de maior escalão em Portugal. A competição, organizada pela Federação Portuguesa de Futebol, foi disputada por 12 equipas.
O Quintajense e o Cadima subiram ao principal escalão após terminarem o Campeonato de Promoção Feminino de 2016–17 em 1.º e 2.º respectivamente. 
O Sporting Clube de Portugal sagrou-se campeão nacional na 21.ª Jornada ao derrotar o Valadares Gaia Futebol Clube por 4–1, conquistando, assim, o seu 2.º título na competição.

## Participantes
| Equipa         | Cidade             | Estádio                                            | Capacidade |
| -------------- | ------------------ | -------------------------------------------------- | ---------- |
| A-dos-Francos  | Caldas da Rainha   | Campo Luís Duarte                                  | 200        |
| Albergaria     | Albergaria-a-Velha | Estádio Municipal António Augusto Martins Pereira  | 1.000      |
| Benfica        | Lisboa             | Estádio Francisco Lázaro                           | 1.500      |
| Boavista       | Porto              | Campo de Treinos do Estádio do Bessa Século XXI    | 1.000      |
| Braga          | Braga              | Estádio 1.º de Maio                                | 30.000     |
| Cadima         | Cantanhede         | Complexo Desportivo de Cantanhede                  | 2.000      |
| Estoril Praia  | Estoril            | Centro Treino Formação Desportiva                  | 0          |
| Ferreirense    | Anadia             | Complexo Desportivo da Junta de Freguesia da Moita | 500        |
| Quintajense    | Palmela            | Campo Leonel Martins                               | 500        |
| Sporting CP    | Lisboa             | Estádio Aurélio Pereira                            | 1.180      |
| Sporting CP    | Lisboa             | Estádio José Alvalade                              | 50.095     |
| Valadares Gaia | Vila Nova de Gaia  | Complexo Desportivo de Valadares                   | 750        |
| Vilaverdense   | Vila Verde         | Estádio Municipal de Vila Verde                    | 5.000      |

## Tabela Classificativa
| Pos | Equipe            | Pts | J  | V  | E | D  | GP  | GC | SG   | Classificação ou descenso                               |
| --- | ----------------- | --- | -- | -- | - | -- | --- | -- | ---- | ------------------------------------------------------- |
| 1   | Sporting CP (C)   | 62  | 22 | 20 | 2 | 0  | 92  | 5  | +87  | Qualificação para a Fase de Grupos da Liga dos Campeões |
| 2   | Braga             | 59  | 22 | 19 | 2 | 1  | 126 | 7  | +119 |                                                         |
| 3   | Estoril           | 47  | 22 | 14 | 5 | 3  | 59  | 18 | +41  |                                                         |
| 4   | Vilaverdense      | 36  | 22 | 11 | 3 | 8  | 42  | 44 | −2   |                                                         |
| 5   | Valadares Gaia    | 32  | 22 | 10 | 2 | 10 | 37  | 41 | −4   |                                                         |
| 6   | Benfica           | 28  | 22 | 8  | 4 | 10 | 36  | 43 | −7   |                                                         |
| 7   | Albergaria        | 31  | 22 | 9  | 4 | 9  | 35  | 41 | −6   |                                                         |
| 8   | Ferreirense (X)   | 25  | 22 | 7  | 4 | 11 | 27  | 49 | −22  | Desistiu do Campeonato Nacional                         |
| 9   | Boavista          | 23  | 22 | 7  | 2 | 13 | 31  | 58 | −27  |                                                         |
| 10  | GDC A-dos-Francos | 15  | 22 | 4  | 3 | 15 | 28  | 75 | −47  |                                                         |
| 11  | Cadima (R)        | 15  | 22 | 4  | 3 | 15 | 25  | 70 | −45  | Relegação ao Campeonato Nacional de Promoção Feminino   |
| 12  | Quintajense (R)   | 5   | 22 | 1  | 2 | 19 | 7   | 94 | −87  | Relegação ao Campeonato Nacional de Promoção Feminino   |

### Resultados
| Casa / Fora[1] | ADF  | ALB | BEN | BOA | BRA | CAD | EST | FER | SPO | QUI0 | VAL | VIL |
| A-dos-Francos  |      | 1–1 | 2–2 | 1–4 | 2–6 | 4–1 | 0–0 | 3–2 | 0–5 | 2–1  | 2–3 | 1–2 |
| Albergaria     | 3–1  |     | 3–2 | 2–0 | 1–2 | 2–1 | 0–2 | 0–0 | 0–4 | 3–0  | 1–1 | 0–2 |
| CF Benfica     | 5–3  | 3–1 |     | 3–4 | 0–7 | 4–0 | 0–0 | 1–1 | 0–4 | 6–0  | 0–2 | 1–0 |
| Boavista FC    | 1–2  | 1–3 | 0–1 |     | 0–1 | 3–2 | 0–3 | 1–0 | 0–4 | 1–1  | 0–1 | 2–5 |
| SC Braga       | 13–0 | 5–0 | 5–0 | 9–0 |     | 7–0 | 4–0 | 5–0 | 1–2 | 15–0 | 6–0 | 6–0 |
| UR Cadima      | 2–1  | 1–1 | 1–3 | 1–3 | 0–8 |     | 3–3 | 2–1 | 0–6 | 2–1  | 1–3 | 3–4 |
| Estoril Praia  | 6–2  | 6–1 | 2–0 | 4–0 | 0–4 | 0–0 |     | 3–0 | 0–0 | 4–0  | 3–0 | 4–1 |
| Ferreirense    | 2–0  | 1–3 | 1–1 | 5–2 | 0–8 | 2–0 | 0–3 |     | 0–4 | 4–0  | 2–1 | 1–1 |
| Sporting CP    | 6–0  | 3–0 | 2–0 | 6–0 | 0–0 | 8–1 | 2–0 | 8–0 |     | 11–0 | 4–1 | 3–2 |
| Quintajense    | 2–1  | 0–5 | 0–2 | 0–2 | 0–9 | 1–2 | 0–6 | 0–2 | 0–3 |      | 1–8 | 0–0 |
| Valadares Gaia | 2–0  | 1–3 | 2–1 | 2–2 | 1–4 | 3–1 | 1–5 | 2–0 | 0–2 | 3–0  |     | 0–2 |
| Vilaverdense   | 6–0  | 4–2 | 3–1 | 2–5 | 1–1 | 2–1 | 0–5 | 1–3 | 0–5 | 3–0  | 1–0 |     |

Fonte: FPF
1O time da casa (mandante) está listado na coluna da esquerda.
Cores:      Azul = time da casa vence;      Amarelo = empate;      Vermelho = time visitante vence.

## Campeão
| Liga Allianz de 2017–18 |
| ----------------------- |
| Sporting CP 2.º Título  |